# Palling

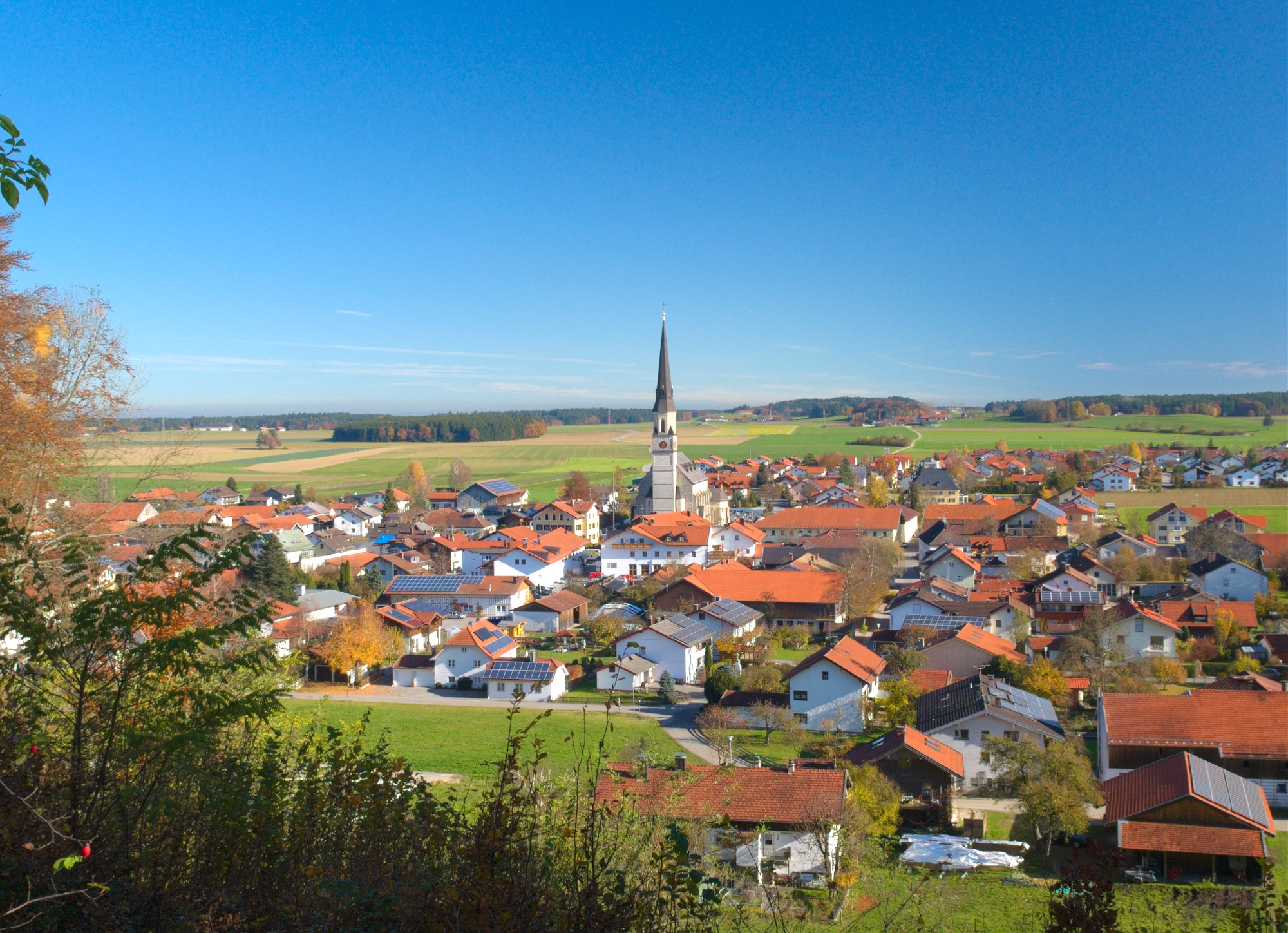
Palling, Ortsansicht vom Kalvarienberg

Palling ist eine Gemeinde im oberbayerischen Landkreis Traunstein.

## Gemeindegliederung
Es gibt 57 Gemeindeteile:
- Thalham
- Allerding
- Barmbichl
- Baumham
- Beharting
- Brünning
- Einsiedl
- Freutsmoos
- Gansfelden
- Geiselfing
- Genetsham
- Gengham
- Grafetstetten
- Haistrach
- Halböd
- Harpfetsham
- Haslach
- Hehenberg
- Heigermoos
- Heilham
- Hofstätt
- Höhenstetten
- Holzbrunn
- Hörmetsham
- Jegling
- Kagern
- Kagreit
- Kamping
- Katzwalchen
- Kirchberg
- Kleinreuth
- Lampertsham
- Mahd
- Malberting
- Mitterroidham
- Oberhafing
- Oberroidham
- Oberschilding
- Obersommering
- Oberweißenkirchen
- Palling
- Polsing
- Ranham
- Reitmeier
- Schreckenbach
- Schwank
- Sieberöd
- Stalling
- Stetten am Holz
- Tyrlbrunn
- Unering
- Unterhafing
- Unterroidham
- Unterschilding
- Untersommering
- Unterweißenkirchen
- Volkrading

## Geschichte

### Vor- und Frühgeschichte
Die Vor- und Frühgeschichte Pallings wurde erst in den letzten Jahrzehnten erforscht. Im Jahre 1968 wurden im nördlichen Bereich der Gemeinde eine vollständig erhaltene Steinstreitaxt der Jungsteinzeit gefunden. Solche Streitäxte oder Streithämmer sprechen für die Kultur, die etwa um 1800/1700 v. Chr. im nördlichen Alpenland verbreitet war. Im Mai 1976 stießen Schüler auf eine zerbrochene jungsteinzeitliche Lochaxt. Dazu kamen 1977 drei weitere Funde. Es handelt sich um Teile von zwei Streitäxten der Jungsteinzeit und um ein in mehrere Teile zerfallenes mittelalterliches Tongefäß. In den westlich ansteigenden Wäldern des Pallinger Berges sind noch Hochäcker zu sehen, die auf die Kelten zurückgehen dürften. Die gewellten Mulden und Wälle sind vier bis fünf Meter lang. Aus der Römerzeit ist die Teilstrecke einer Römerstraße von Katzwalchen bis Pasee nachgewiesen. Ein gut erhaltener Römerstein findet sich am Eingang der Freutsmooser Kirche. Es erfolgte die Landnahme durch die Bajuwaren. Ihre Toten setzten sie in langen Reihen neben- und hintereinander bei. Solche Reihengräber mit Beigaben wurden entdeckt in Brünning und Unterhafing. Der Ortskern von Palling steht auf einem bajuwarischen Friedhof. Funde aus diesen Reihengräbern sind sieben Ringe aus Bronze, wovon nur einer erhalten ist und vier kleinere bronzene Ringe und ein ringförmiger Henkel aus Bronze. 1969 fand man eine 8 cm lange Bronzegürtelschnalle und ein 73 cm langes Eisenschwert, 1979 ein Sachs aus dem 7. Jh. und 1973 eine Spatha, ein Langschwert.
Ab 788: Neben den zahlreichen archäologischen Funden im Pfarrgebiet von Palling, welche wichtige Aufschlüsse über Siedlung und Lebensform der damals ansässigen Bevölkerung geben, setzen im 8. Jahrhundert die schriftlichen Quellen ein. In der Notitia Arnonis (788/790), in welcher der Salzburger (Erz-)Bischof Arn die Schenkungen der Agilolfingerherzöge und des niederen Adels von Karl dem Großen bestätigt haben wollte, erfolgte die erste Nennung von Orten der Pfarrei Palling. Es sind dies die Orte Brünning, Palling, Schilding und Tyrlbrunn. Im Jahr 798 werden die Orte Freutsmoos und Heigermoos zum ersten Mal erwähnt. Die Gaue (pagi) waren in der Agilolfingerzeit die wichtigste Organisationsform für Besitz und Verwaltung. Tyrlbrunn lag laut Notitia Arnonis im Salzburggau. Bei den anderen genannten Orten der Pfarrei ist zwar eine eindeutige Zuordnung zum Salzburg- oder Chiemgau nicht möglich, man darf jedoch mit einiger Sicherheit annehmen, dass das gesamte Gebiet der heutigen Pfarrei Palling im Salzburggau lag, wie auch die politische Zugehörigkeit zu Salzburg (ab 1275) zeigt.
788 wird der Ort Palling erstmals erwähnt als Baldilingas mit eigener Kirche und den Nebenkirchen Brünning und Schilding. Die Kirche in Schilding wurde vermutlich in der Zeit der Ungarn- und Awareneinfälle zerstört. In dieser Zeit dürfte nordwestlich am Pallinger Berg eine Fluchtburg bestanden haben. Hier finden sich noch Reste der Abschnittsbefestigung Palling (Abschnittswall).

### Mittelalter bis Jahrhundertwende

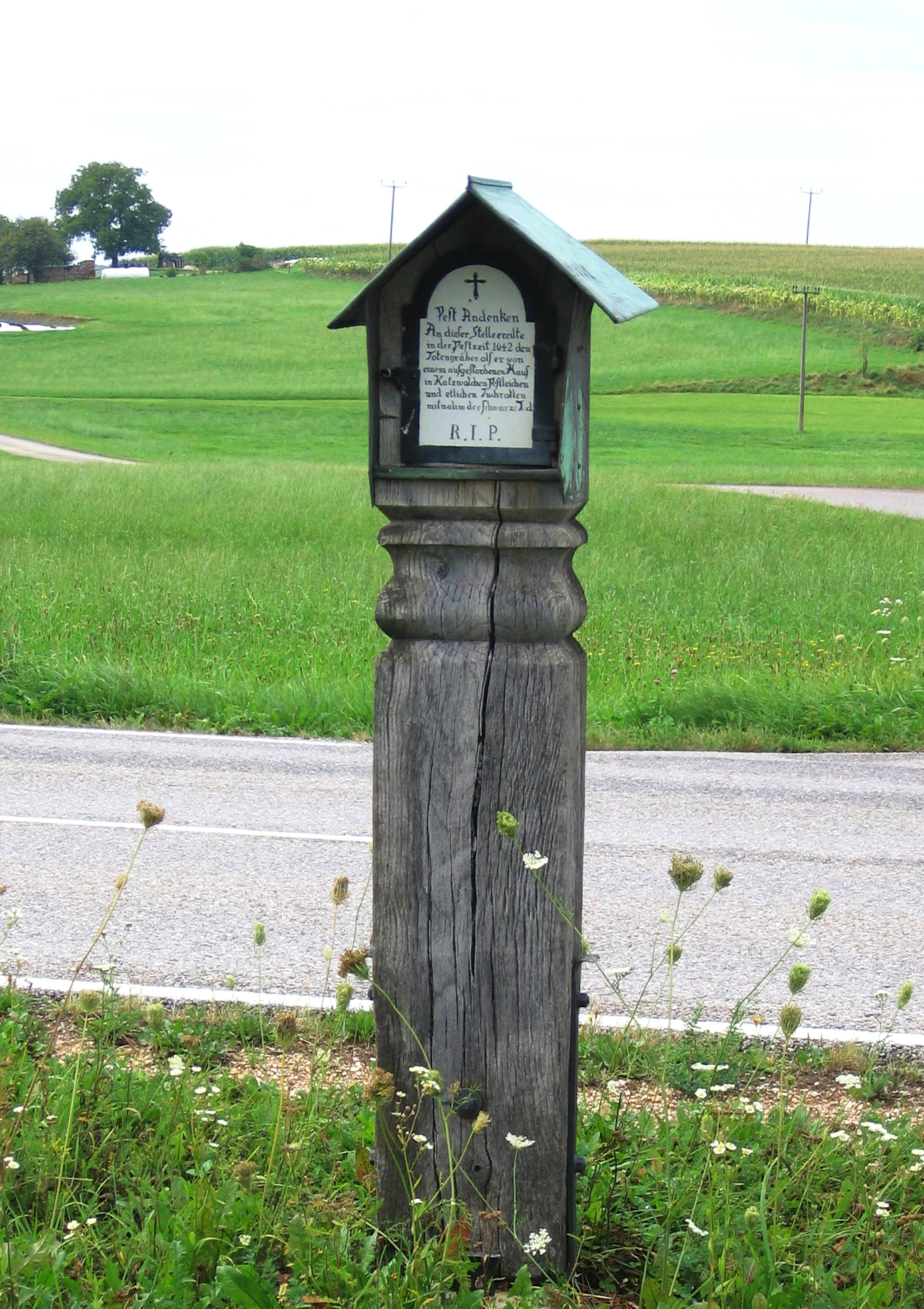
Pestmarterl bei Unterschilding

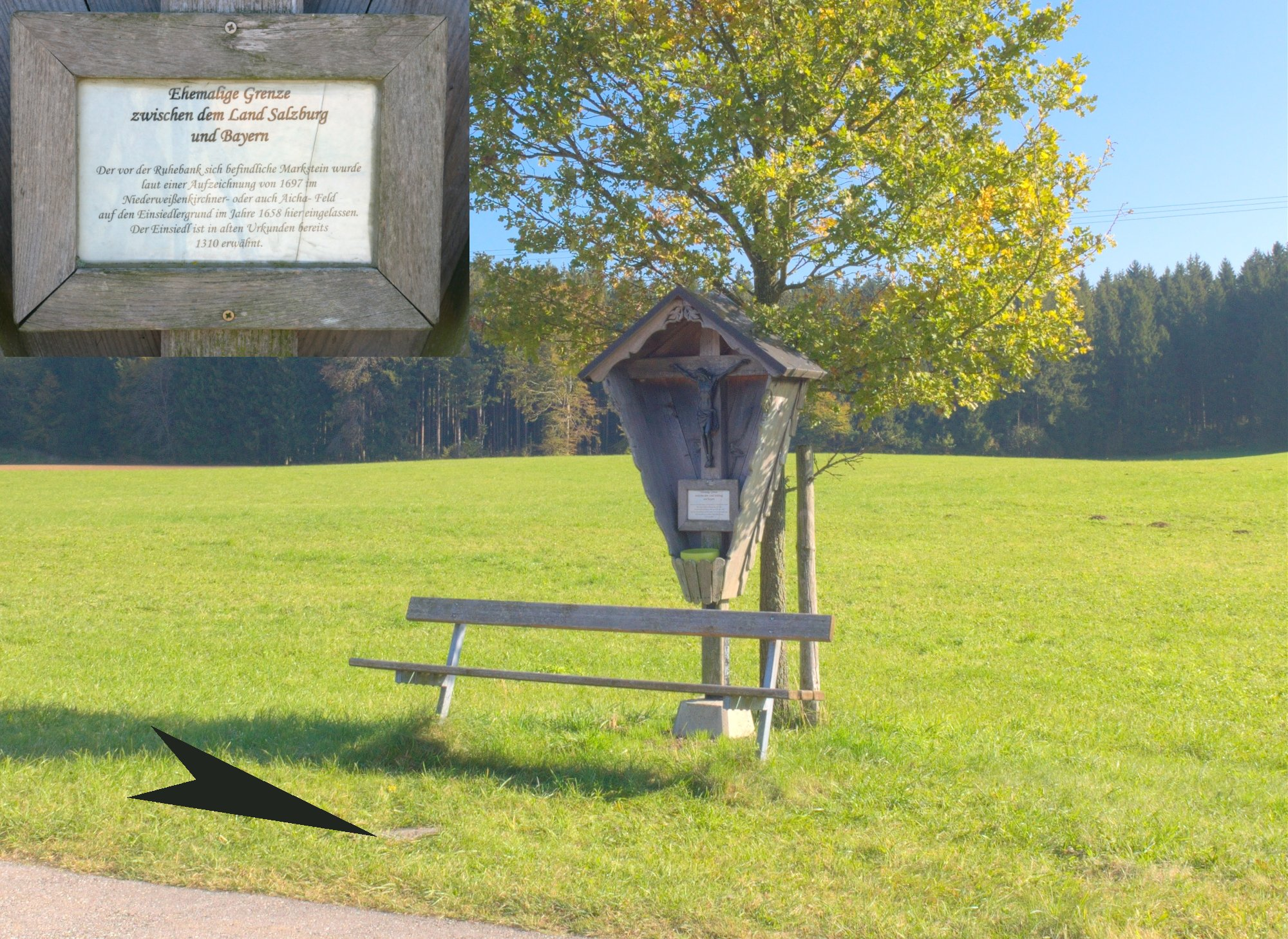
Grenzstein Salzburg-Bayern bei Einsiedl

Die Pestzeit 1633/34 brachte viel Elend über die Gegend. Das Pesthölzchen bei Ranham und das Pestmarterl bei Schilding erinnern daran. Heute noch hält die Verehrung des Heiligen Sebastian an (Sebastianiamt, Sebastiankerze, Sebastianirosenkranz). Neben dem Südportal in der Pfarrkirche thront eine lebensgroße barocke Statue des Heiligen Sebastian.
Während der Franzosenkriege (1792/93–1797 und 1798–1801/02) hatte Palling schwer zu leiden unter militärischen Durchzügen, Einquartierungen, Fronarbeit, hohen Abgaben und Plünderungen. Emerenzia Kasperlschusterin, Bäuerin von Einsiedl, wurde, als sie vor französischen Plünderern aus dem Haus fliehen wollte und die erste Kugel sie nicht zum Stehen brachte, durch einen zweiten Schuss getötet.
Im Jahre 1810 kam der Rupertiwinkel zum Königreich Bayern. Salzburg verlor seine landesherrlichen Rechte. Daran erinnert ein alter Grenzstein am Wegrand im Boden zwischen Brünning und Weißenkirchen. Im südlichen Vorraum der Kirche, in einem Blechbilderbuch eingelassen, berichtet Jakob Wimmer aus Katzwalchen von seiner Teilnahme am Russlandfeldzug 1812 sowie von den Kämpfen in Bar und Brienne im Jahre 1814.
Von 1803 bis 1810 wechselte das Pfarrgebiet von Palling viermal den Landesherrn. Nach dem Reichsdeputationshauptschluss vom 25. Februar 1803, durch den dem Fürsterzbischof die landesherrlichen Rechte entzogen wurden, gehörte das Gebiet zwei Jahre zum neugebildeten Kurfürstentum Salzburg, das dem Großherzog Ferdinand von Toskana übertragen wurde. Durch den Frieden von Pressburg (26. Dezember 1805) kam Salzburg unter die Krone Kaisers Franz I. von Österreich, der Friede von Schönbrunn von 1809 unterstellte das Gebiet der französischen Herrschaft und der Frankfurter Vertrag von 1810 brachte es schließlich unter bayerische Herrschaft. Durch den Staatsvertrag vom 14. April 1816 wurde das ehemals salzburgische Landesgebiet in einen österreichischen und einen bayerischen Teil, den Rupertiwinkel, zu dem Palling gehört, getrennt.
Zum Pfarrsprengel der Pfarrei Palling gehörten die 1818 gebildeten Gemeinden Palling und Freutsmoos. Außerdem wurde dem Pfarrsprengel im Jahre 1809 die Schulexpositur Lindach zugeschlagen, die bis 1937 Teil der Pfarrei Palling war. Die Gemeinden Palling und Freutsmoos waren dem Landgericht Tittmoning unterstellt und ab 1862 – nach der Trennung von Justiz und Verwaltung – dem Amtsgericht Tittmoning und dem Bezirksamt Laufen, das seit 1937 den Namen „Landratsamt Laufen“ trug.
Im Jahre 1893 wurde in Palling ein Krankenhaus eröffnet. Barmherzige Schwestern übernahmen die Pflege. Getragen wurde es von den ehemals eigenständigen Gemeinden Palling, Freutsmoos, Lindach und Heiligkreuz. Heute wird es als Alten- und Pflegeheim geführt.
Im Jahre 1897 berief Pfarrer Heringer die Schulschwestern vom Anger in München zur Führung der Mädchenschule und der Kleinkinderbewahranstalt.

### 20. Jahrhundert
Als 1894 mit dem Bau der Bahnstrecke Mühldorf–Freilassing begonnen wurde, ging man ursprünglich davon aus, dass die Bahnlinie in der Nähe von Palling vorbeiführen würde. So wurde beispielsweise eine Gaststätte in Zum Bahnhof umbenannt. Später kam es jedoch zu Protesten einiger Pallinger Bürger gegen den Verlauf der Bahnstrecke. Außerdem intervenierten der Kirchweidacher Pfarrer und ein Wirt aus Tyrlaching, so dass die Bahnstrecke 1908 viel weiter östlich gebaut wurde. Die Gaststätte wurde bis 2007 unter dem Namen Zum Bahnhof betrieben, auch wenn es in Palling keinen Bahnhof gibt oder gab. Das Gebäude wurde im Jahr 2012 abgerissen.
Im Ersten Weltkrieg 1914/18 sind aus dem Gemeindegebiet Palling 99 und im Zweiten Weltkrieg 1939/45 110 Soldaten gefallen und 16 werden vermisst. Im Jahre 1942 wurden die Glocken vom Turm geholt und als Kriegsmaterial eingeschmolzen. Nur die kleinste, die Laurenziglocke, durfte im Turm verbleiben.
In den Jahren 1944 und 1945 mussten Massenquartiere für Flüchtlinge und Ausgebombte bereitgestellt werden. Es kamen Siebenbürgener, Ungarndeutsche, Wiener, Schlesier und Hamburger. 1255 Heimatvertriebene kamen in die Gemeinde. Zwischen 1939 und 1945 stieg die Bevölkerungszahl von 1549 auf 2700. Zunächst waren die Flüchtlinge in der Landwirtschaft untergebracht.
4. Mai 1945: Einzug der Amerikaner. Gefangennahme des Bürgermeisters Schedl. Er wurde zwischen Freutsmoos und Heilham erschossen. Die Ortsansässigen mussten für zehn Tage aus dem Dorf. Die Häuser wurden geplündert. Die Bauern durften abends zum Melken der Kühe heim.
1946: Durch die Sprengung eines Munitionslagers in Hörpolding entstanden Schäden an Gebäuden und an der Kirche.
Von 1948 bis 1951 strömten rund 800 Heimatvertriebene in die Industrie. Fabriken in Traunreut (Siemens, Heidenhain), Trostberg (SKW) und Altenmarkt (Alzmetall) schufen Arbeitsplätze. Die Abwanderung aus der Landwirtschaft begann. Am Ort selbst gab es keine Siedlungsmöglichkeit. Die Technisierung, Rationalisierung und Aufstockung der landwirtschaftlichen Betriebe folgte.
Am 1. Oktober 1950 wurde durch die Regierung von Oberbayern die Gemeinde mit dem Namen Traunreut aus Gebietsteilen der Gemeinden Palling, Pierling, Stein an der Traun und Traunwalchen neu gebildet.
Am 1. Januar 1978 wurde die Gemeinde Pierling aufgelöst. Ihr Hauptteil wurde in die Stadt Traunreut eingegliedert. Ein Gebiet mit etwas mehr als 100 Einwohnern kam zu Palling. Die bis dahin selbständige Gemeinde Freutsmoos wurde am selben Tag eingegliedert.

### Einwohnerentwicklung
Zwischen 1988 und 2018 wuchs die Gemeinde von 2912 auf 3486 um 574 Einwohner bzw. um 19,7 %.
| Jahr      | 1961 | 1970 | 1987 | 1991 | 1995 | 2000 | 2005 | 2010 | 2015 | 2020 |
| --------- | ---- | ---- | ---- | ---- | ---- | ---- | ---- | ---- | ---- | ---- |
| Einwohner | 2632 | 2549 | 2905 | 3025 | 3149 | 3321 | 3385 | 3376 | 3460 | 3528 |

## Politik
Franz Ostermaier (Arbeitnehmerliste) ist seit 1. Mai 2020 Erster Bürgermeister; dieser wurde am 15. März 2020 mit 77,25 % der Stimmen gewählt. Sein Vorgänger war Josef Jahner (Unabhängige Wählergemeinschaft), im Amt von Mai 1996 bis April 2020.
Der Gemeinderat setzt sich in der Amtszeit 2020 bis 2026 wie folgt zusammen:
- Arbeitnehmerliste: 4 Sitze (21,90 %)
- Unabhängige Wählergemeinschaft: 3 Sitze (20,70 %)
- CSU: 3 Sitze (20,50 %)
- Bürgerliste: 3 Sitze (18,60 %)
- Freie Wählergemeinschaft: 3 Sitze (18,30 %)

Die Wahlbeteiligung betrug 66,92 %.

## Wappen
| Wappen von Palling | Blasonierung: „In Gold ein halber, rot bewehrter schwarzer Löwe über zwei gekreuzten grünen Ähren.“ |
| Wappen von Palling | |

## Sehenswürdigkeiten

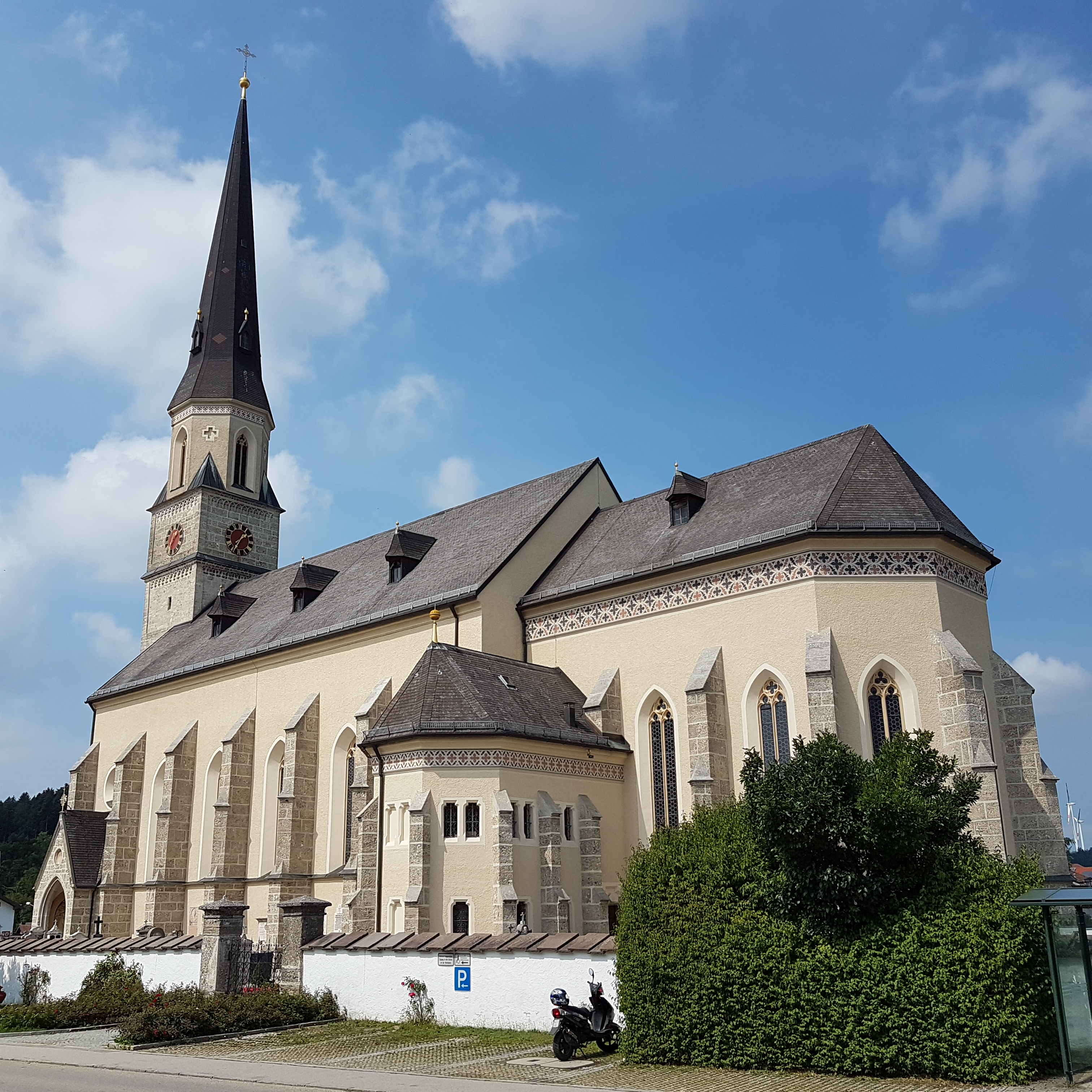
Pfarrkirche Mariä Geburt

- Zu den Sehenswürdigkeiten in der Gemeinde Palling gehört die stattliche neugotische, 1876 eingeweihte Pfarrkirche Mariä Geburt mit ihrem 75 Meter hohen Kirchturm, von der Joseph Kardinal Wendel bei einem Besuch einmal sagte, es wäre beinahe eine Kathedrale geworden.
- Der Kalvarienberg, der von 1885 bis 1889 von Franz Grafetstetter erbaut wurde, ist von überregionaler Bedeutung. Er zeigt in 14 Stationen den Kreuzweg Christi und führt an seinem obersten Punkt zur Kapelle mit der lebensgroßen Kreuzigungsgruppe und der Grablegungsgrotte
- Pfarrhofkapelle des ehemaligen Pfarrhofs
- Zu den neueren Sehenswürdigkeiten zählt auch die Kneipp-Anlage auf der Gemeindewiese, auf welcher auch jährlich im Sommermonat Juli das Volksfest abgehalten wird
- Seit Sommer 2005 stehen auch zwei Windkraftanlagen des Typs REpower M77 mit einer Nennleistung von jeweils 1,5 Megawatt. Mit einem Rotordurchmesser von 77 Metern und einer Turmhöhe von 100 Metern ergibt sich eine Gesamthöhe von 138,5 Metern

## Wirtschaft und Infrastruktur

### Wirtschaft einschließlich Land- und Forstwirtschaft
Es gab im Jahr 2020 nach der amtlichen Statistik in der Land- und Forstwirtschaft elf, im produzierenden Gewerbe 149 und im Bereich Handel und Verkehr 192 sozialversicherungspflichtig Beschäftigte am Arbeitsort. In sonstigen Wirtschaftsbereichen waren am Arbeitsort 238 Personen sozialversicherungspflichtig beschäftigt. Sozialversicherungspflichtig Beschäftigte am Wohnort gab es insgesamt 1495. Im verarbeitenden Gewerbe gab es keine, im Bauhauptgewerbe sechs Betriebe. Zudem bestanden im Jahr 2016 107 landwirtschaftliche Betriebe mit einer landwirtschaftlich genutzten Fläche von 2946 ha, davon waren 1735 ha Ackerfläche und 1209 ha Dauergrünfläche.

### Bildung
Es gibt folgende Einrichtungen (Stand 2021):
- zwei Kindertageseinrichtungen mit 139 Plätzen und 123 Kindern (darunter 16 unter drei Jahren und 22 ab sechs Jahren)
- eine Grundschule mit sechs Klassen und 127 Schülerinnen und Schülern

### Vereine
Es gibt ein breit gefächertes Vereinsangebot mit Musikverein Palling e. V., Blaskapelle Palling, Freiwillige Feuerwehr Freutsmoos, Brandunterstützungsverein, Burschen- und Arbeiterverein Pierling – Weißenkirchen e. V., Dirndlschaft Pierling-Weißenkirchen e. V., Gebirgstrachten-Erhaltungsverein D´Stoabergler Palling e. V., Geflügelzuchtverein Brünning e. V., TSV Palling 1920 e. V., Eissportclub Freutsmoos, Schützenverein, MSC Fun Factory Sibirien e. V. und Obst- und Gartenbauverein Freutsmoos e. V.

## Persönlichkeiten
- Georg Aicher (* 7. April 1873 in Palling; † 1929), katholischer Theologe.
- Regina Birner (* 1965 in Palling), Sozialökonomin an der Universität Hohenheim.
- Heinrich Held (* 1869; † 1953) war von 1898 bis 1902 Kooperator und 1912–1917 Pfarrer in Palling, Autor des Buches Geschichte der Pfarrei Palling (1909).
- Die Huberbuam: Thomas Huber (* 1966 in Palling) und Alexander Huber (* 1968 in Trostberg), zwei Bergsteiger und Extremkletterer, wuchsen in Palling auf.
- Benedikt Huber (* 1989 in Traunstein), deutscher Leichtathlet, 2016 – 2018 deutscher Meister im 800-Meter-Lauf
- Christian Krettek (* 1953 in Palling), deutscher Chirurg, Unfallchirurg und Hochschullehrer an der Medizinischen Hochschule Hannover ist in Palling aufgewachsen und hat hier die Volksschule besucht.
- Georg von Oettl (* 1794 in Gengham/Palling; † 1866), Bischof des Bistums Eichstätt von 1846 bis 1866 und Religionslehrer der Kinder von König Ludwig I., vornehmlich auch des Kronprinzen Maximilian II. Joseph.